# François Sakama
François Sakama (12 de dezembro de 1987) é um futebolista vanuatuense que atua como meia. Atualmente joga pelo Amicale.

## Carreira internacional
Derick jogou pela primeira vez pela seleção nacional em 29 de agosto de 2007, na vitória por 15 a 0 contra a Samoa Americana, pelas eliminatórias da Copa do Mundo de 2015.